# Vought
Vought («Во́ут») — название нескольких американских авиастроительных компаний, последовательно сменявших друг друга. В их числе Lewis and Vought Corporation, Chance Vought, Vought Sikorsky, LTV Aerospace (подразделение Ling-Temco-Vought), Vought Aircraft Companies, Vought Aircraft Industries. Первая компания основана в 1917 году Ченсом Воутом и Бёрдзаем Льюисом.

## История

### Lewis and Vought Corporation (1917—1922)
В 1917 году бывший главный инженер компании братьев Райт «Wright Company» Ченс Воут вместе с партнёром Бёрдзаем Льюисом (англ. Birdseye Lewis) организовал фирму по производству самолётов, назвав её Lewis and Vought Corporation. Поначалу компания располагалась в Астории (Нью-Йорк), но в 1919 году переехала в Лонг-Айленд-Сити.
В 1922 году Льюис покинул фирму и она стала называться просто Chance Vought Corporation.

### Chance Vought Corporation (1922—1928)
Воут, умерший в 1930 году от сепсиса, успел всё же произвести несколько моделей истребителей, летающих лодок и самолётов-разведчиков, поступивших на вооружение в США. 
В 1922 году самолёт фирмы — Vought VE-7 — вошёл в историю, став первым самолётом, взлетевшим с палубы первого авианосца США «Лэнгли».

### United Aircraft Corporation (1934—1954)
В межвоенный период и во время Второй мировой войны, начиная с 1937 года корпорация становится пионером в области создания летательных аппаратов вертикального и укороченного взлёта и посадки, прежде всего для нужд армейской тактической авиации поддержки сухопутных войск, а также палубной авиации флота. Отдельные образцы из линейки продукции такого типа: V-173 (1937—1942), XF5U-1 (1942—1945). СУВП и СВВП становятся визитной карточкой компании, в период Холодной войны она участвует практически во всех программах и проектах летательных аппаратов такого рода для армии, авиации и флота. В нелёгкой борьбе с гигантами авиастроительной промышленности, все указанные проекты рано или поздно закрывались под нажимом военного и промышленного лобби, «продавливавшего» традиционные варианты самолётов. Ближе всех к постановке на вооружение приблизился XC-142 (1959—1964).

## Продукция

### Самолёты
- VE-7 (1917)
- O2U Corsair (1926)
- SBU Corsair (1934)
- SB2U Vindicator (1936)
- OS2U Kingfisher (1938)
- F4U Corsair (1940)
- TBU Sea Wolf (1941); разработан Vought; выпускался компанией Consolidated как TBY.
- F6U Pirate (1946)
- XF5U Flying Flapjack (1947)
- F7U Cutlass (1948)
- F-8 Crusader (1955), бывший F8U Crusader.
- F8U-3 Crusader III (1958)
- LTV XC-142 (1964)
- A-7 Corsair II (1965)
- L450F (1970)

### Ракетная техника
- SSM-N-8 Regulus (1951)
- M270 Multiple Launch Rocket System (1983)
- ASM-135 ASAT (1984)

### Совместные разработки
- Vought-Sikorsky 300
- Sikorsky UH-60 Blackhawk/Sikorsky SH-60 Seahawk
- Lockheed C-5M Super Galaxy
- Lockheed C-130 Hercules
- Bell-Boeing V-22 Osprey
- Boeing C-17 Globemaster III

- Airbus A320
- Airbus A330 и A340-200/-300
- Airbus A340-500/-600
- Boeing 747
- Boeing 767
- Boeing 777
- Boeing 787
- Northrop Grumman B-2 Spirit
- Lockheed Martin F-22 Raptor